# Guerra civil española en Cantabria

Principales líneas de avance del ejército sublevado en el Frente Norte entre marzo y septiembre de 1937.

La guerra civil española en Cantabria fue parte de una contienda que se desarrolló en España entre el 18 de julio de 1936 y el 1 de abril de 1939. Para Cantabria, entonces erigida como provincia de Santander, la guerra civil transcurrió entre 1936 y 1937. Tras el fracaso de la sublevación en la región, se sucedieron diversos bombardeos sobre la capital, Santander, durante los últimos meses de 1936, y más regularmente en 1937 por la aviación del ejército sublevado. Sin embargo, las acciones militares propiamente dichas se llevaron a cabo concretamente entre agosto y septiembre de 1937. El resultado fue la victoria del ejército franquista y la consiguiente anexión de la cornisa cantábrica a la zona sublevada.

## Elecciones del 16 de febrero de 1936
Las elecciones generales españolas del 16 de febrero de 1936 dieron la victoria al Frente Popular que obtuvo algo más del 60 % de los diputados electos. Los resultados de estos comicios en Cantabria confirmaron su tendencia conservadora dando el triunfo a la derecha con cinco diputados (56,44 % de los votos) frente a los dos diputados del Frente Popular (43,55 % de los votos).[cita requerida]

## Golpe militar de julio de 1936

Mapa de España a los dos meses de la rebelión militar (agosto-septiembre 1936).

El 18 de julio de 1936, Cantabria se mantuvo fiel al Gobierno legítimo de la República, pese a su tradicional carácter conservador, manifestado por última vez en las elecciones de febrero de aquel año, que dieron como resultado la designación de cinco diputados de la derecha, frente a uno socialista, Bruno Alonso, y otro de Izquierda Republicana, Ramón Ruiz Rebollo.
La principal fuerza militar de la región, que se encontraba en el Regimiento de Valencia número 23, enclavado en Santander, tenía como mando al coronel García Argüelles, hombre partidario de la rebelión. Había recibido varias visitas de emisarios falangistas, instándose a que se sumase al alzamiento o bien, a que les entregase las armas del cuartel. El mismo 18 de julio se concentraron en diferentes puntos estratégicos de la ciudad contingentes de la Falange, próximos al millar, apenas sin armamento. La actitud vacilante del coronel Argüelles a la espera de ser confirmada la sublevación, la presencia en la bahía de Santander del buque de guerra Jaime I, que amenazaba con cañones al cuartel del Alta, y la estrecha vigilancia de elementos obreros sobre los aledaños del Regimiento, contribuyeron al fracaso de la conspiración. También se ha señalado al jefe provincial de Falange, Martín Ruiz Arenado, como uno de los principales responsables del fracaso de la sublevación por su actitud apática.
Las autoridades republicanas ordenaron el traslado a Santander del destacamento militar adelantando en Santoña, mandado por el coronel José García Vayas. De inmediato salieron de Santoña varias unidades a ocupar los pasos de montaña en el límite de la provincia. De esta forma, la provincia de Palencia, segura aliada en los planes de los sublevados, consolidó el frente republicano de la cornisa cantábrica junto a Asturias, Guipúzcoa y Vizcaya.
El 20 de julio se produjo un tiroteo en Saro entre derechistas locales y milicianos forasteros (dos izquierdistas resultaron heridos de gravedad, muriendo uno más tarde; los derechistas se echaron al monte). Por otra parte, en Reinosa fueron interceptados tres falangistas de Torrelavega que se dirigían a Burgos para conseguir el bando publicado por la Capitanía de esta ciudad para entregárselo al coronel Argüelles; tras un tiroteo murieron dos de los falangistas, siendo herido y apresado el tercero.
El 21 de julio llegó la noticia de la organización de una columna armada que se dirigiría hacia Burgos para frenar una columna rebelde que supuestamente se dirigía a Santander. Mientras, la UGT y la CNT declararon la huelga general que paralizó la vida ciudadana. Por la tarde llegaron noticias desde Reinosa, donde habían muerto el alcalde socialista y 18 guardias civiles. En Potes, una columna de milicianos de Santander fue rechazada por falangistas. Más de una docena de falangistas de un grupo que se había concentrado en Castro-Urdiales, ante el fracaso de la sublevación, se echaron al monte en Guriezo y Sámano, donde murieron tres de ellos en un enfrentamiento con carabineros y milicianos castreños que iban a detenerlos
El 22 de julio partieron de Santoña 150 soldados al mando de García Vayas hacia Santander. A su vez, el coronel Argüelles ordenó a las fuerzas derechistas que fueran al cuartel del Regimiento Valencia para ser armadas. Sin embargo, en una jugada maestra, Olazarán consiguió que Argüelles cediera el mando del regimiento a García Vayas confeccionando una falsa orden del Ministerio de la Guerra, orden que el coronel Argüelles acató. Los falangistas abandonaron Potes rumbo a Palencia y los milicianos entraron en la villa.
El 25 de julio, García Vayas tomó el mando del cuartel del Alta, asegurando para la República una provincia con la que los golpistas contaban de antemano; tan solo pueblos aislados de Valderredible como Espinosa de Bricia quedaron en manos rebeldes, mientras que las autoridades cántabras controlaron zonas del norte de Castilla: de hecho se dieron pequeños combates en las zonas de Aguilar de Campoo (Palencia) y Medina de Pomar (Burgos).
Los sublevados tenían confianza en el triunfo, pues se veían favorecidos por una prensa parcial, profundamente católica y conservadora, como eran los periódicos de El Diario Montañés (incautado el 20 de julio de 1936) y La Atalaya, además del apoyo de los sectores conservadores de la población.
La vida colectiva se desarrolló sin cambios aparentes, continuaron los espectáculos públicos en la capital, solamente requisas de coches, la incautación de la SAM, el traspaso de la dirección de los periódicos a comités obreros y las detenciones de personas sospechosas proclives a la sublevación que llenaron la prisión provincial y el penal de El Dueso, más el buque Alfonso Pérez, habilitado nuevamente como barco-prisión (ya lo había sido después de la Revolución de Asturias de 1934), determinaron los acontecimientos relevantes tras la sublevación del 18 de julio. Siendo asesinadas numerosas personas por el simple hecho de ser de derechas.

## De julio de 1936 a septiembre de 1937
El 27 de julio, el Frente Popular designó en su seno un Comité de Guerra para centralizar las actuaciones que se llevasen a cabo en la provincia. Sus primeras acciones se dirigirían a detener los actos de los «incontrolados».
Con el nombramiento de Olazarán como gobernador civil el 11 de agosto de 1936 comenzó un proceso de reconstrucción de la autoridad, que se había deslizado fuera de los cauces tradicionales. A mediados de agosto se creó un sistema mixto para la administración de la provincia, basado en el Frente Popular y el Comité de Guerra. Durante este mes se alcanzó la cifra de 1100 detenidos en la provincia, para los que los centros de detención resultaron insuficientes, habilitándose el buque Alfonso Pérez en el puerto de Santander.
Para finales de agosto, la región contaba con unos 800 voluntarios divididos en cinco columnas: la columna del puerto de Los Tornos (300 hombres al mando de José Villarías); la columna del portillo de La Sía (al mando de Cieza, comunista); la columna del puerto del Escudo (unos 100 hombres); la columna de Reinosa (unos 200 hombres al mando de Navamuel); y la columna de Potes (compuesta por unos 150 hombres).
El 7 de septiembre, las funciones militares pasaron a depender de la Comisaría de Defensa de Bruno Alonso. Ya a mediados de septiembre comenzó el racionamiento, forzado por el bloqueo naval de la flota franquista en el mar Cantábrico y agudizado por los refugiados procedentes de la provincia de Burgos y de la de Palencia.
En septiembre y octubre, fuerzas de la región (parte de ellas regulares del Regimiento Valencia) combatieron cerca de Éibar y en Oviedo. A finales de octubre unos 3000 hombres se situaron en el frente provincial.
A mediados de octubre, según noticia publicada en El Cantábrico el día 21, las autoridades crearon una zona internacional bajo protección diplomática cerca de Suances, habilitando un hotel al que se rodeó con una tapia y alambre de espino en la carretera del faro, y que fue custodiado por la Guardia de Asalto. En él se refugiaron ciudadanos de Alemania, Argentina, Bélgica, Bolivia, Brasil, Checoslovaquia, Chile, Colombia, Costa Rica, Cuba, Dinamarca, Estados Unidos, Francia, Grecia, Italia, México, Perú, Reino Unido, Suiza, Uruguay y Venezuela, así como españoles derechistas.
A mediados de noviembre, se encargó de la defensa de la provincia al II Cuerpo de Ejército (parte del Ejército del Norte), al mando del teniente coronel García Vayas. Para finales de año, unos 16 000 hombres se encargaron de la defensa de la provincia, encuadrados en diferentes unidades militarizadas.
En el mes de diciembre, el ejército republicano lanzó una ofensiva en territorio burgalés cuyo objetivo era alcanzar la línea Orbaneja del Castillo-Logroño, pero la operación fue desbaratada.
La quietud de la ciudadanía de Cantabria en este primer año de guerra civil se vio ocasionalmente interrumpida por las incursiones de la aviación franquista, siendo la más grave la realizada el 27 de diciembre de 1936 por 18 aviones, que produjo 67 muertos entre población civil inocente. Como represalia, ese mismo día fueron ajusticiados por un grupo de milicianos 156 presos falangistas y requetés del Alfonso Pérez, el barco que se habilitó como prisión en la dársena de Maliaño.
El 8 de febrero de 1937, el Consejo Interprovincial de Santander, Palencia y Burgos sustituyó a la Junta de Defensa de Santander.
El 29 de marzo, el ejército republicano lanzó una ofensiva cuyo objetivo era el páramo de La Lora, cortando las comunicaciones entre Burgos y el frente de Vizcaya. Lorilla y Sargentes de la Lora (Burgos) cayeron en manos republicanas.
Pero con la entrada de la primavera de 1937, la situación cambió radicalmente. El general Franco, al desistir de conquistar Madrid, dirigió su estrategia hacia la toma del reducto republicano del Norte, importante por su potencia industrial y para unificar la línea de frentes.

### Comienzo de la campaña del Norte
La campaña del Norte se desarrolló entre abril y noviembre de 1937 y tuvo como fecha decisiva la rotura del Cinturón de Hierro con la caída de Bilbao, el 19 de junio. Ello trajo consigo una masiva afluencia de refugiados vascos a Cantabria, que puso al descubierto la escasez de abastecimientos para la población, no solo por el número de refugiados llegados (en torno a unos 160 000), sino también por el bloqueo naval de la armada franquista, que dificultaba la principal vía de aprovisionamiento de víveres. Dicha escasez afectó no solo a los alimentos, sino a todo tipo de mercancías; así, ante la falta de papel y tinta, el 27 de junio las autoridades suspendieron los tres periódicos regionales supervivientes (El Cantábrico, El Diario Montañés y La Voz de Cantabria) y crearon una sola cabecera, La República, que salió a la calle entre el 29 de junio y el 24 de agosto de 1937.
Sin embargo, el bloqueo costó a la flota sublevada el acorazado España, que el 30 de abril de 1937 se fue a pique a la altura de la punta de Langre, al chocar, según la hipótesis más verosímil, contra una mina submarina colocada por la propia marina franquista. El pecio se halla a 75 m de profundidad.
Surgió una nueva ofensiva republicana en la provincia de Burgos, del 2 al 5 de mayo, cuyo objetivo era conquistar el saliente de Bricia y lograr el control de la carretera Santander-Burgos, pero finalizó nuevamente en fracaso.
El 21 de junio la aviación franquista bombardeó Alceda, donde mató a varios carabineros y a un civil. A finales de junio de 1937, se reorganizó el Ejército del Norte, y el encargado de la defensa de la provincia fue el XV Cuerpo de Ejército de García Vayas, compuesto por las divisiones 52, 53, 54, y 55.

### Batalla de Santander
Durante el mes de agosto y hasta principios de septiembre, se suceden las diversas operaciones militares en Cantabria, con el consiguiente avance de las tropas franquistas.
La batalla de Brunete acabó a finales de julio y el general Franco, deseoso de finalizar el episodio del norte, recuperó para este frente las unidades que había desplazado a las operaciones del centro. La ofensiva era eminente. El 6 de agosto, un decreto creaba en Santander la Junta Delegada del Gobierno en el Norte, presidida por el general Mariano Gamir, máximo responsable militar, y compuesta por un representante de los Gobiernos del País Vasco, Asturias y Cantabria. Se trataba así de coordinar las acciones de defensa. En este tiempo, unido a la falta de alimentos, los habitantes de la capital sufrían ataques aéreos regulares, mucho más frecuentes que el año anterior, y se les animaba desde la prensa local a una febril tarea de fortificación. A la vez, se procedía a la evacuación por mar de refugiados vascos con destino a Francia. Este mismo día las fuerzas aéreas republicanas pierden 12 cazas en una batalla aérea sobre Torrelavega.
El 13 de agosto la aviación rebelde bombardea con bombas incendiarias Vegaloscorrales (San Pedro del Romeral), matando a una mujer y un niño.
Cuatro son los cuerpos de ejército que defienden el territorio: el XIV, formado con lo que quedaba del Ejército Vasco; el XV con mayoría de montañeses, junto a los asturianos XVI y XVII. Enfrente, a las órdenes del general Dávila, se desplegaron seis brigadas de Navarra, dos de Castilla, además de las fuerzas italianas, cifradas en tres divisiones y una brigada. El 14 de agosto de 1937 comenzaron las operaciones.
El primer objetivo de la ofensiva franquista fue Reinosa, cuya importancia radicaba en la factoría de armas, Constructora Naval y en el control del núcleo ferroviario de Mataporquera. Se consiguió la estrangulación de la bolsa del Alto Ebro, por medio de un doble ataque en sus extremos nordeste y noroeste. La maniobra fue rápida, el 15 se apoderaron de la factoría, intacta por la negativa de sus obreros a destruirla. El 16 se entró en la localidad de Reinosa. El municipio de Luena sufrió en su suelo la batalla por el control del puerto del Escudo (14 al 17 de agosto de 1937) en la que la División 23 de Marzo italiana venció a la División 55 Montañesa de Choque. El día 18 los italianos alcanzan la capital municipal, San Miguel de Luena. En las proximidades del alto del puerto está situado el monumento a los italianos muertos en los combates.
Las operaciones siguientes llevaron dos direcciones, una sur-norte, profundizando en perpendicular a la línea costera a través de los valles de Saja, Pas y Besaya, con un objetivo claro: Torrelavega.
La otra punta de lanza, procedente del oeste, pretendió alcanzar los ríos Agüera y Asón. Dado el momento crítico que se vivía, el 22 de agosto se reunieron los representantes de la Junta Delegada del Gobierno para estudiar las dos alternativas posibles: la retirada del Ejército hacia Asturias, o el repliegue a la capital, Santander, manteniendo las comunicaciones con el Principado. Al final se optó por el repliegue y la resistencia en Santander por un plazo de 72 horas, al comprometerse Indalecio Prieto, ministro de Guerra, a realizar una ofensiva de diversión en otro frente en menos de tres días. Sin embargo, Torrelavega fue ocupada el día 24 de agosto, y de inmediato cayó Barreda, quedando cortadas las comunicaciones terrestres con Asturias. Ese mismo día el comandante de la División 54, Eloy Fernández Navamuel, sale en avión en dirección a Francia.
El 25 de agosto las fuerzas republicanas que aún permanecían en la capital de Cantabria se rinden. El general Gamir dio la orden de retirada, que solo se pudo efectuar por mar o por aire. En la madrugada del día 26 de agosto de 1937, momentos antes de que entrasen en Santander soldados de la IV Brigada de Navarra y de la División Littorio, bajo el recibimiento de una población mayoritariamente conservadora, habían partido de la bahía las más destacadas autoridades civiles y militares. Las fuerzas italianas entran en la capital al mediodía, llegando hasta El Sardinero.
Las personas más comprometidas con la causa republicana habían vivido 48 horas de inquietud en el puerto de Santander, marcadas por la obsesión de encontrar plaza libre en cualquier barco que saliese para Asturias, con la esperanza de no ser interceptados por los franquistas.

#### Pacto de Santoña
El Pacto de Santoña fue un acuerdo firmado el 24 de agosto de 1937 durante la caída del Frente Norte en el municipio de Guriezo, próxima a Santoña, entre dirigentes políticos y militares republicanos vinculados al Partido Nacionalista Vasco y fuerzas italianas del  bando sublevado. Este suceso llegaría a alcanzar gran trascendencia política e ideológica décadas después, siendo fuente de un minucioso análisis.
En Santoña se fueron concentrando, por orden del Partido Nacionalista Vasco (PNV), tres batallones vascos ligados a este partido que habían abandonado sus posiciones y a los que posteriormente se sumarían otros doce.
Desde la primavera, antes de la caída de Bilbao y de las últimas plazas que controlaba el gobierno vasco, Juan de Ajuriaguerra, presidente del Bizkai Buru Batzar, había estado negociando, durante varios meses, un acuerdo de rendición con el Gobierno italiano en Roma. Una figura importante en este sería el padre Alberto Onaindía, el cual se había reunido en secreto con el coronel italiano Di Carlo cerca de Algorta (Vizcaya), el 25 de junio. Fruto de este encuentro surgió un viaje del militar a Roma para dar explicaciones sobre el problema vasco al ministro de Asuntos Exteriores italiano, Galeazzo Ciano.
En estas circunstancias se llegó a un acuerdo a espaldas del Gobierno de la República, en Valencia en esos momentos, por el que el Ejército Vasco se rendiría, entregando sus armas a los italianos, a cambio de que respetasen la vida de sus soldados y fueran considerados prisioneros de guerra bajo la soberanía italiana, permitiendo evacuar a los dirigentes políticos, funcionarios vascos y oficiales que lo deseasen por mar. En aquel momento los vascos aceptaron la rendición sin ulteriores condiciones, aunque trataron inútilmente de conseguir unas mayores garantías del coronel Farina, jefe del Estado Mayor de las fuerzas italianas. Así las cosas los italianos entraron en Santoña y se hicieron cargo de la administración civil.

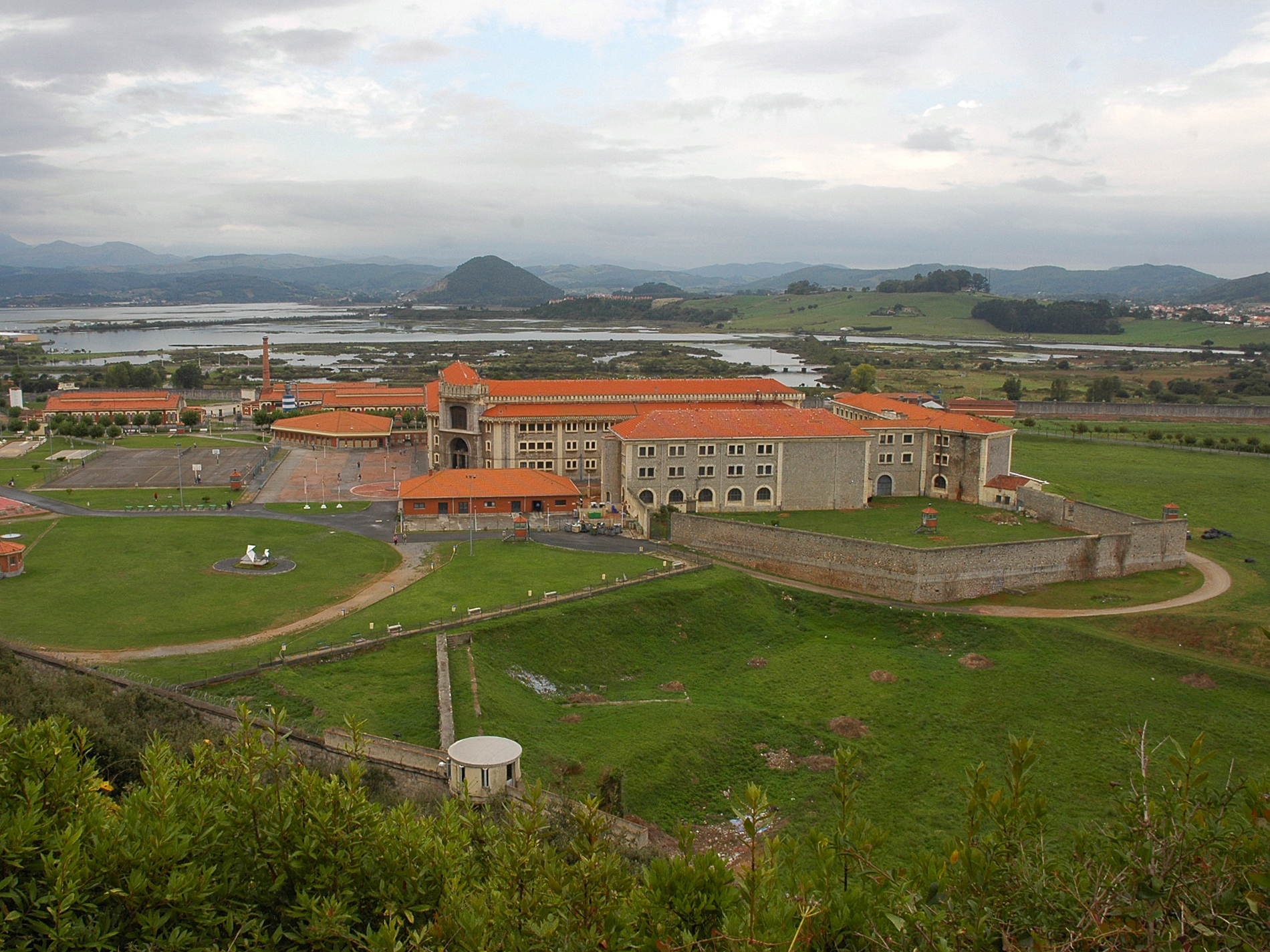
El penal de El Dueso, en Santoña, donde fueron recluidas las tropas republicanas vascas.

El 26 de agosto habían entrado al puerto santoñés los buques mercantes ingleses Bobie y Seven Seas Spray procedentes de Bayona (Francia) bajo la protección del destructor inglés Keith. Comienza de inmediato el embarque de refugiados con pasaporte vasco. A las 10 de la mañana enterado el general Dávila manda la urgente suspensión de la operación y ordena el desembarque. Únicamente el mercante Bobie abandona el puerto con 533 heridos a bordo escoltado por el destructor inglés HMS Keith.
El pacto no llegó a su término, en parte debido al retraso de la llegada de los buques de evacuación y al ser desautorizado finalmente por el alto mando español, que ordenó inmediatamente el internamiento de los republicanos en la prisión de El Dueso. Hacia el mes de noviembre del año 1937, cerca de 11 000 gudaris habían sido puestos en libertad, 5400 estaban integrados en batallones de trabajo, 5600 en prisión y se habían dictado 510 sentencias de muerte. A pesar de estas cifras, la represión no alcanzó en esta zona la dureza aplicada en otras regiones de España.
Las razones de esta postura no están aún claras. Una hipótesis es que la pérdida del territorio privó de motivos para luchar al ejército autonómico, aunque sus dirigentes arguyeron la responsabilidad del Gobierno de la República al no haberles enviado aviones para hacer frente a la ofensiva franquista. No obstante, no parece factible que Indalecio Prieto, ministro de defensa republicano por aquel entonces y muy ligado a Bilbao, no brindara los recursos necesarios para impedir la caída de la ciudad y de su Cinturón de Hierro.

### Fin de la guerra en Cantabria
A finales de agosto de 1937, el bando sublevado ya había ocupado casi la totalidad de Cantabria, quedando prácticamente finalizadas las operaciones militares el día 1 de septiembre con la ocupación de Unquera (Val de San Vicente) en la desembocadura del río Deva. Solo restaba por conquistar los valles de Tudanca y Liébana, que se ocuparían en la primera mitad de septiembre (Potes el día 2, Cosgaya y Vega de Liébana el 3 y Tresviso, el último reducto republicano, el día 17).
Las principales razones de esta derrota militar radican en la neta superioridad del ejército del general Franco en artillería (contando con el apoyo por mar del acorazado España acompañado del Velasco) y aviación, unidas a la escasez de mandos profesionales, la desmoralización y la falta de provisiones y alimentos no solo por el bloqueo naval, sino por el aislamiento de la región respecto al resto de zonas aún bajo control del Gobierno republicano. A los comprometidos republicanos les esperaba un futuro incierto, puesto de manifiesto en las reiteradas órdenes de búsqueda y captura o las innumerables citaciones públicas para su comparecencia en los tribunales militares.

## La Diputación Provincial durante la guerra civil
La Comisión Gestora estuvo presidida por Juan Ruiz Olazarán del 17 de agosto de 1936 hasta el 1 de febrero de 1937. El día 8 de febrero se levantó acta de constitución del Consejo Interprovincial de Santander, Palencia y Burgos, verdadero órgano de autogobierno regional, presidido por el gobernador civil, Ruiz Olazarán. Al constituirse el Consejo, quedó disuelta la Comisión Gestora Provincial, asumiendo éste las competencias de la Diputación Provincial.
Conquistada Cantabria por las tropas sublevadas, se reinstaura la Comisión Gestora Provincial, el 8 de septiembre de 1937, siendo designado para presidirla Eduardo González-Camino Bolívar. Su primera decisión fue declarar nulos los acuerdos de la Comisión Gestora anterior y los del Consejo Interprovincial. Dimite a finales de 1938 y el 20 de febrero de 1939 se nombra por el gobernador civil, Francisco Moreno y Herrera, marqués de Eliseda, una nueva Comisión Gestora, presidida por Miguel Quijano de la Colina.

## La represión
El golpe de Estado y los sucesos subsiguientes provocaron el colapso de las instituciones republicanas y la creación de un vacío de poder que derivó en una ola de violencia por todo el país. Violencia que mostró doble faz: la que protagonizaron grupos de «incontrolados», trufada de querellas y venganzas personales o de clase (organizaciones de derecha e izquierda que se arrogaron la autoridad desaparecida con el hundimiento de la Segunda República, muchas de ellas integradas por militantes de última hora que se arroparon bajo sus siglas para su propio provecho) y la que ejecutaron las nuevas autoridades emanadas de la guerra en ambos bandos.
Cantabria sufrió la violencia de ambos tipos y por parte de los dos bandos: tras la confusión de los primeros días sobre el resultado del golpe, que provocó diversos enfrentamientos y represalias, y hasta agosto de 1937 el poder y el monopolio de la violencia estuvo en manos de las nuevas autoridades republicanas; con la victoria de los sublevados la situación se invierte.
Las cifras de las víctimas en la región, a día de hoy y sin un estudio sistemático, solo pueden ser provisionales y meramente aproximativas.

### La represión republicana
Más estudiada (en el período inmediatamente posterior a la contienda, como parte de la causa general lanzada contra el bando perdedor), se calculan unos 1516 muertos (Causa General: archivo 1582, expediente 1-3) y 343 desaparecidos, con un total de 4500 encarcelados, integrados principalmente por eclesiásticos, falangistas, militares, policías, labradores y clases medias (comerciantes y empleados), integrantes o simpatizantes derechistas, o únicamente católicos, mayoritariamente varones entre los 25 y los 29 años. Podemos distinguir tres fases:
- Una violencia popular, durante el verano del 36, desatada por odios personales y clasistas, y desarrollada sobre todo en núcleos industriales: Los Corrales, Astillero, Camargo, Torrelavega, Santander.
- Una violencia selectiva y sistemática llevada a cabo por la policía del Frente Popular entre octubre y diciembre de 1936, y dirigida contra notables y dirigentes de la derecha (en ella se inscribe la tragedia del Alfonso Pérez, en el que se lanzaron bombas de mano a las bodegas del barco, repletas de prisioneros; las matanzas del faro de Cabo Mayor[cita requerida] (Santander) o los fusilamientos del alto de Jesús del Monte).
- Entre enero y julio de 1937 se desplaza a las zonas de combate, contra desertores y sospechosos de lealtad con los rebeldes.

### La represión franquista
Provocó unos 2500 muertos, 1300 de ellos ejecutados por consejos de guerra y el resto de manera incontrolada o clandestina. Los presos eran cargados en sacas de la cárcel, o convocados civilmente en ayuntamientos por el nuevo poder (como en Carasa, en el ayuntamiento de Voto por ejemplo), llevados al cementerio de Ciriego de noche y directamente ejecutados contra una pared de piedra del cementerio. Luego eran enterrados en fosas comunes de manera anónima. En Ciriego existe hoy una serie de 10 monolitos con 100 víctimas en cada una de ellas con un total de 1000 víctimas enterradas solamente allí. La represión se centró en obreros, labradores, maestros y comerciantes, en mayoría miembros con cargos de organizaciones de izquierda (alcaldes y consejeros municipales «rojos»), o solamente simpatizantes de izquierdas, de entre 30 y 34 años de media (un 66 % de ellos casados). La mayoría de las acusaciones fueron por razones políticas como indican los centenares de cartas familiares de condenados a muerte. Los cargos analizados en los actas de condena de los consejos de guerra (de Santoña por ejemplo) demuestran muy poca solidez, con una letanía de acusaciones ficticias que solían repetirse: saqueo y robo de iglesias, requisas, participaciones en toda clase de barbaridades, con el fin de ocultar el carácter político de la ejecución en la inmensa mayoría de los casos. La represión atravesó tres etapas:
- Entre septiembre de 1937 y enero de 1938 se registró el pico de ejecuciones por represalias políticas con la entrada de los nacionales en Santander.
- Entre octubre de 1939 y julio de 1941, en la inmediata posguerra, como proceso de eliminación de toda oposición política al nuevo régimen dictatorial.
- Entre 1946 y 1949 hubo un recrudecimiento de la represión, vinculado con la actividad de las guerrillas.

## Personajes relevantes de la guerra en Cantabria

### Bando republicano
- Bruno Alonso (Arnuero, 1887-Ciudad de México, 1977): militante del Partido Socialista Obrero Español. Fundador de las Juventudes Socialistas de Santander, miembro de la UGT, y diputado socialista por Santander en 1931, 1933 y 1936. A finales del año 1942 llega a México desde Orán (Argelia francesa). En México permanecería hasta su muerte en 1977.

- Antonio Vayas (Pesués, 1884-Santander, 1937): destacado político y líder sindical. En el año 1937 fue nombrado consejero de Obras Públicas en el Gobierno Interprovincial que presidió Juan Ruiz Olazarán, presidente del Consejo Regional como miembro del Frente Popular. Estuvo en el cargo hasta el momento de la evacuación de Santander el 24 de agosto de 1937. Antonio Vayas Gutiérrez se quedó en la ciudad y se desconocen los motivos que le impidieron abandonar la capital de la provincia, pero lo que sí se sabe es que falleció al día siguiente, el 25 de agosto de 1937.

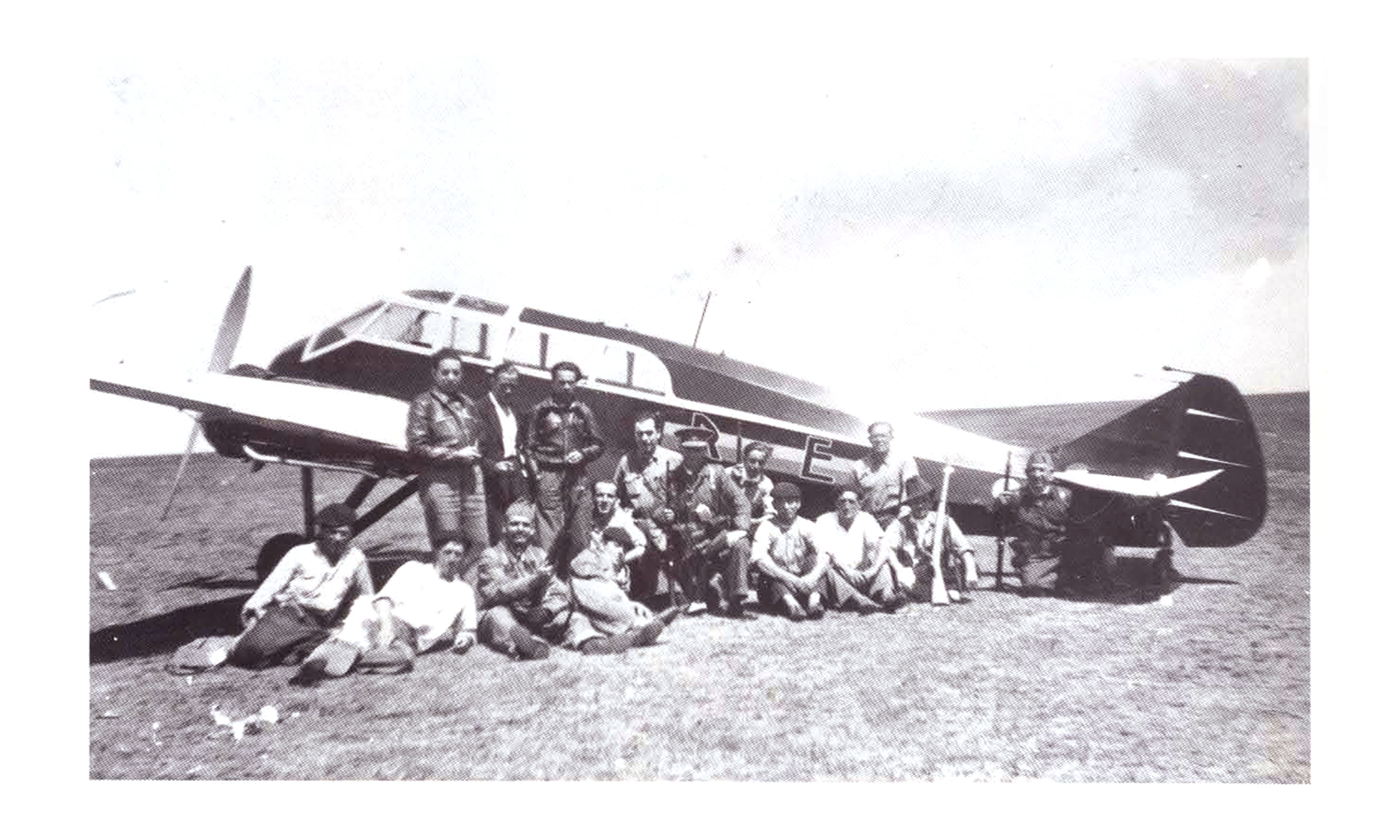
La avioneta de Eloy Fernández Navamuel. Él está situado a la izquierda enfrente del ala. Esta avioneta fue usada en la captura del buque franquista Tiburón y los bombardeos sobre los cuarteles de Simancas y Zapadores en Gijón. Su hermano José está sobre la rodilla vestido en caqui en el centro, al lado del hombre con gorra. Esta fotografía fue tomada en el aeródromo Llanes en el otoño de 1936 después de una misión.

- Eloy Fernández Navamuel (Torrelavega, 1899-Madrid, 1964): prestigioso militar y destacado piloto. Eloy realizó importantes acciones de incursión en los frentes de Asturias, Cantabria y el País Vasco, así como vuelos de comunicaciones con Madrid a bordo de una C/N 54. Entre sus hazañas, destaca el importante papel que tuvo en la captura del buque franquista Tiburón, que se dirigía a Santander con el propósito de establecer el bloqueo. El 25 de agosto Eloy fue nombrado jefe de los Servicios de Aviación del Norte de España. El 10 de noviembre, sin abandonar sus funciones de piloto, tomó el mando de una columna de 300 milicianos, que comenzó a operar desde el naciente frente de Reinosa con dirección a Burgos y Palencia. Con las tropas franquistas recién llegadas a su ciudad natal, Torrelavega, decide partir hacia Francia el 24 de agosto de 1937. Estuvo exiliado en la República Dominicana y en Venezuela. Regresó a España en el año 1963 y murió en 1964 en Madrid.

- Mariano Gamir (Madrid, 1877-Valparaíso de Abajo, 1962): militar republicano que estuvo al mando del ejército del Norte durante la batalla de Santander. Organizó en Cataluña la salida de las Brigadas Internacionales en 1938. En el final de la guerra huyó a Francia donde residió hasta 1955, año en que regresó a España por no tener ya condenas pendientes. Murió en la provincia de Cuenca en 1962.

- Juan Ruiz Olazarán: (Santander, 1901-Ciudad de México, 1999): como miembro destacado del Partido Socialista Obrero Español en Cantabria, fue presidente de la Diputación de Santander durante el transcurso de la guerra. Tras caer Santander en manos franquistas, marchó a Gijón y luego a Valencia. Al acabar la contienda estuvo exiliado en Francia, luego en Cuba y finalmente en México, donde presidió las Juntas de Auxilio a los Republicanos Españoles (JARE), para atender a los exiliados de la guerra. Regresó en varias ocasiones a España desde 1977, pero enraizado a través de sus hijos en México, murió allí en marzo de 1999.[15]

### Bando franquista
- Fidel Dávila (Barcelona, 1878-Madrid, 1962): militar que tras la muerte del general Mola en accidente aéreo, tomaría el mando del ejército del Norte, con el que lograría ocupar Vizcaya, Cantabria y Asturias, lo que supondría la desaparición del Frente Norte de la República y a la postre desequilibraría la balanza de la guerra hacia los facciosos. Tras su exitosa campaña, en febrero de 1938 fue nombrado ministro de Defensa en el primer gobierno de la dictadura militar de Franco, a la vez que fue ascendido a teniente general. En julio de 1945 fue designado de nuevo ministro del ejército. Murió en 1962.

- Annibale Bergonzoli: (Cannobio, 1884-ib., 1973): militar italiano que asumió el mando de la 133.ª División blindada Littorio, con el objetivo de apoyar a las tropas franquistas. Por su actuación en la toma de Cantabria durante la campaña del norte, recibe una condecoración italiana, la Medalla de Oro al Valor Militar. A lo largo de su carrera recibió otras dos Medallas de Plata y una de Bronce.[16] Fue uno de los artífices del llamado Pacto de Santoña, por el que los italianos aceptaron la rendición pactada de los milicianos del Ejército Popular Republicano afiliados al Partido Nacionalista Vasco.

Otros personajes relevantes de la guerra nacidos en Cantabria no tomaron parte en la misma en su tierra natal, pero sí en otras zonas de España durante el conflicto bélico:
- Luis Carrero Blanco (Santoña, 1903-Madrid, 1973): militar y político español. Al iniciarse la guerra civil huyó ante el temor de ser ejecutado por milicias republicanas y se refugió en las embajadas de México y Francia, hasta que en junio de 1937 consiguió evadirse a la zona sublevada. Situado al mando del destructor Huesca y, posteriormente, de un submarino, llegó a ser jefe de Operaciones del Estado Mayor de la Marina. Tras la guerra ocupó distintos cargos en el gobierno de la dictadura, siendo el hombre de confianza del dictador Francisco Franco. En junio de 1973 es nombrado presidente del Gobierno, pero en el mes de diciembre del mismo año, fue asesinado en un atentado de ETA en Madrid.

- Manuel Hedilla (Ambrosero, 1902-Madrid, 1970): destacado político falangista español, que participó en los preparativos de la sublevación del 18 de julio de 1936 en Galicia. En el mes de agosto del mismo año ya en Burgos y ante la permanencia en prisión, en la zona republicana, de José Antonio Primo de Rivera, se convierte de facto en el jefe nacional de Falange. Después de una reunión en Valladolid en la que se crea la Junta de Mandos Provisionales, el 2 de septiembre de 1936 Hedilla es confirmado como jefe de la misma. El 19 de abril de 1937, Hedilla es sorprendido por el Decreto de Unificación con los tradicionalistas bajo la jefatura de Franco. Esta fusión, aunque logró la tranquilidad política en la zona nacionalista, supuso, de hecho, la desaparición de la Falange Española tal como la concebía José Antonio. Hedilla no admitió la jefatura de la Junta Política de FET y de las JONS que por decreto de 25 de abril le otorgó Franco. Detenido bajo la acusación de haber conspirado contra Franco, fue condenado a muerte. Se le conmutó la pena y, tras cumplir cárcel en Canarias, fue confinado en Mallorca hasta que en 1947 recobró la libertad. Vivió en el ostracismo hasta su muerte en 1970.

## La aparición de los maquis
Al igual que en el resto de España, en Cantabria, aquellos que escogieron esta forma de lucha de guerrillas buscaron las zonas más propicias de la geografía cántabra para emboscarse y subsistir. Los maquis en Cantabria actuaron en las zonas de Liébana, Campoo, Miera, zona pasiega, montes de Los Carabeos y, esporádicamente, en lugares enclavados en Herrerías, Valdáliga, Santa María de Cayón, Villaescusa, entre otros.
Esta forma de lucha armada quedó extinguida con la muerte de los maquis conocidos por los sobrenombres de Juanín y Bedoya, fallecidos tras los enfrentamientos con fuerzas de la Guardia Civil en abril y diciembre del año 1957, respectivamente. Otros maquis cántabros fueron Tampa, Rada, el Ferroviario, el Cariñoso, Gildo, el Machado, el Gitano, el Vasco, el Joselón y el Practicante.
Las vidas, las incógnitas y las distintas historias que se han contado sobre Juan Fernández Ayala (Juanín) y su compañero Francisco Bedoya (Paco Bedoya), fueron recopiladas y plasmadas en la obra Juanín y Bedoya. Los últimos guerrilleros (2007) escrita por el investigador cántabro Antonio Brevers.